# Aron von Kangeq
Aron von Kangeq (dänisch Aron fra Kangeq, grönländisch Aalut Kangermiu; * 9. April 1822 in Kangeq; † 12. März 1869) war ein grönländischer Maler und Erzähler.

## Leben

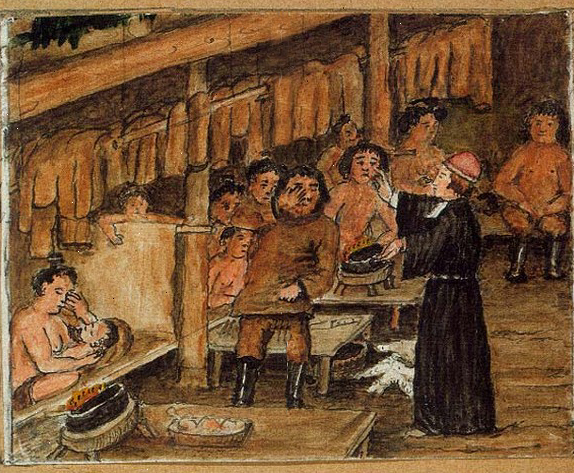
Missionstätigkeit in Grönland (Aquarell von Aron von Kangeq)

Aron wurde in Kangeq, einer mittlerweile verlassenen Siedlung nahe der heutigen Hauptstadt Nuuk geboren. Seine Eltern waren Christian Heinrich (1801–1859) und Ana Benigna (1798–1875). Er hatte drei jüngere Brüder, die alle jung starben. 1843 heiratete er Persita (1824–1897), Tochter von Tobias (1787–1837) und Persida (1786–?). Aus der Ehe ging der Sohn Apollo (1844–1845) hervor, der ebenfalls jung starb. Sein Vater und sein Großvater waren Katecheten. Daher wuchs er im Umfeld der dort wirkenden Herrnhuter Brüdergemeine auf.
Er wurde Katechet wie sein Vater und nebenher Robbenfänger, aber erkrankte 30-jährig an Tuberkulose, sodass er dieser Tätigkeit nicht länger nachgehen konnte. Er begann damit zu zeichnen, ohne je eine Ausbildung oder Instruktion erhalten zu haben. Im April 1858 lud der südgrönländische Inspektor Hinrich Johannes Rink die Grönländer dazu ein, ihm Zeichnungen und Mythen zukommen zu lassen. Samuel Kleinschmidt, der Aron kannte, gab Rink eines von Arons Werken, eine Ansicht von Kangaamiut, wobei Rink anscheinend so begeistert war, dass er ihn als Illustrator seiner gesammelten Mythen nutzte. Er ließ ihm Papier und Stifte zukommen und im Herbst 1858 lehrte er ihn den Holzschnitt. Später ging es Aron gesundheitlich wieder etwas besser, aber er starb dennoch 1869 im Alter von 47 Jahren.

## Kunst

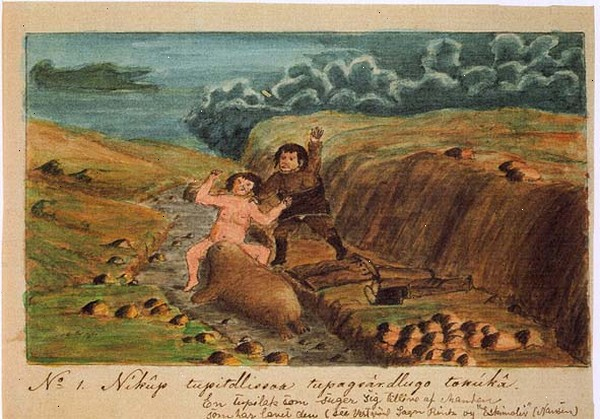
Darstellung einer mythologischen Szene: Ein Tupilak wendet sich gegen seinen Schöpfer und bedrängt dessen Frau.

Arons künstlerisches Talent wurde hauptsächlich von Hinrich Rink erkannt und gefördert, der ihn auch mit den notwendigen Materialien versorgte. Für Rink fertigte Aron auch viele Holzschnitte an, die diesem in der von ihm gegründeten Zeitung Atuagagdliutit als Illustrationen dienten. Hauptsächlich beschäftigte sich Aron aber mit (meist kleinformatiger) Aquarellmalerei.
Thematisch dreht sich sein Werk hauptsächlich um die Darstellung alter Inuit-Mythen wie die Auseinandersetzungen zwischen Inuit und Grænlendingar, magisch-mystische Inhalte sowie das grönländische Alltagsleben. Es gelang ihm mit seinem Zeichenstil die Dramatik, Ungemütlichkeit und Einsamkeit der Natur und die Mystik der Sagen darzustellen. Er schuf seine Holzschnitte meist mit diagonalen Linien und schaffte es Bewegungen in seinen Bildern festzuhalten. Fläche und Tiefe spielten in seinen Werken zusammen und seine Kompositionen waren künstlerisch wertvoll. Seine Farbgebung konnte mit kräftigem warmem Braun einen Kontrast zum kühlen Blau der Natur wiedergeben. Allgemein sind seine Farben klar und seine Bilder enthalten keine Schatten.
Er galt auch als talentierter Geschichtenerzähler. Er schrieb seine Mythen wieder und blieb dabei narrativer als andere. Während beim Aufschreiben der Geschichten üblicherweise Stimme und Mimik verloren gehen, gelang es Aron durch seine detaillierte Beschreibung von Handlung und Gefühlswelt der Figuren und seine angefügten Illustrationen diese Details besser zu erhalten.
Die Bedeutung Arons war zu seinen Lebzeiten kaum erkannt. Vor allem Hinrich Johannes Rinks Ehefrau Signe sah jedoch die Besonderheit in Arons nichteuropäischer Kunst. Ein Rätsel stellen meist Arons Fähigkeiten dar, die er ohne Ausbildung erlangt hatte. Vermutlich hatte er sich die Perspektiven von Jacob Arøe abgeschaut, der in Grönland als Zeichner tätig war. Dazu dürfte seine Erfahrung als Jäger ihm mit einem geschulten Blick geholfen haben. Seine Werke wurden lange Zeit missachtet. Erst in den 1960ern entdeckte Eigil Knuth sie neu und verhalf ihnen zu Bekanntheit und ließ so Aron wahre Bedeutung ans Licht kommen. Er gilt heute als der Vater der grönländischen Malerei. Über 300 Aquarelle von Aron sind erhalten, ebenso wie rund 40 Holzschnitte und 56 Manuskripte von Erzählungen. Seine Werke befinden sich in Nuuk und in Oslo, wo Signe Rink sie hingebracht hatte.